# Marija Jaremtschuk

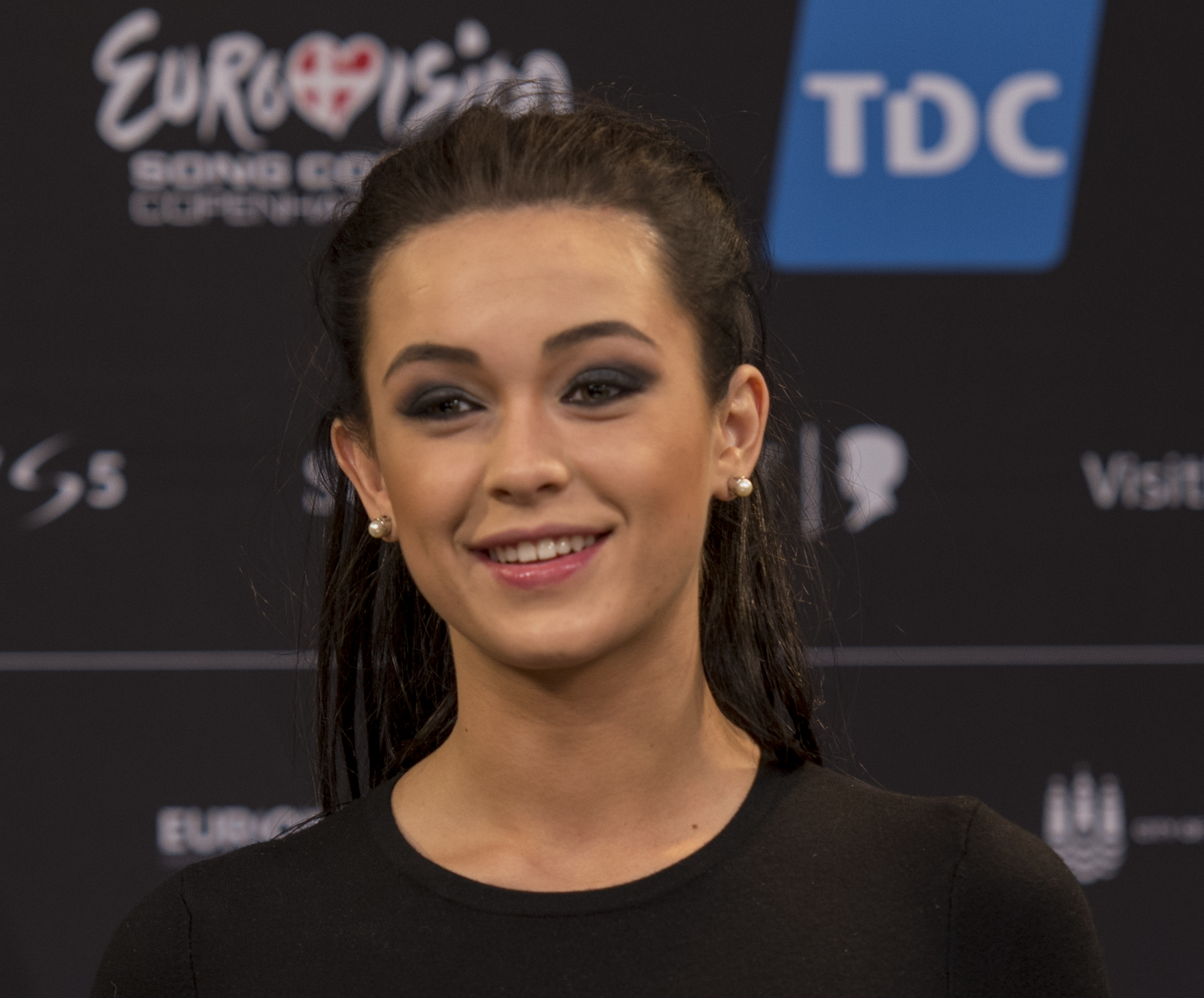
Maria Yaremchuk beim ESC 2014

Marija Nasariwna Jaremtschuk (ukrainisch Марія Назарівна Яремчук; * 2. März 1993 in Czernowitz) ist eine ukrainische Popsängerin.

## Karriere
Jaremtschuk ist seit 2012 als Popsängerin aktiv. Bekannt wurde sie durch ihre Teilnahme an Holos Krayiny, dem ukrainischen Ableger von The Voice. Im Team von Oleksandr Ponomarjow schaffte sie es ins Finale. Beim lettischen Nachwuchsfestival New Wave erreichte sie 2012 den dritten Platz und bei der ukrainischen Vorentscheidung zum Eurovision Song Contest 2013 den fünften Platz mit dem Titel Imagine.
Bei der ukrainischen Vorauswahl zum Eurovision Song Contest 2014 setzte sie sich gegen 19 Konkurrenten durch. Im ersten Halbfinale des Eurovision Song Contest 2014 konnte sie sich zusammen mit neun anderen Ländern gegen sechs ausgeschiedene Mitstreiter durchsetzen. Sie eröffnete mit ihrem in Kooperation mit Sandra Bjurman komponierten Popsong Tick-Tock das Finale und belegte dort den sechsten Platz.
Zuvor hatte Vitali Klitschko im Zusammenhang mit der völkerrechtswidrigen Annexion der Krim durch Russland dazu aufgerufen, Jaremtschuk als Zeichen der Solidarität mit der Ukraine besonders zu unterstützen.